# 김도윤 (1998년)
김도윤(1998년 3월 21일 ~ )은 대한민국의 축구 선수로, 포지션은 공격수이다.